# Pentacta pygmaea
Pentacta pygmaea är en sjögurkeart som först beskrevs av Jakob Gustaf Gösta Theel 1886.  Pentacta pygmaea ingår i släktet Pentacta och familjen korvsjögurkor. Inga underarter finns listade i Catalogue of Life.